# Байтемиров, Насирдин
Насирдин Байтемиров (кирг. Насирдин Байтемиров; 14 апреля 1916, с. Кегети (ныне Чуйского района, Чуйской области Кыргызстана) — 1996) — киргизский и советский поэт, прозаик, драматург. Народный писатель Киргизии (1986). Отличник народного образования Киргизской ССР. Лауреат Государственной премии Киргизской ССР имени Токтогула Сатылганова (1984).

## Биография
Сын крестьянина-бедняка. В 1933 году окончил сельскую школу, в 1937 году — Фрунзенский зооветеринарный институт, а в 1955 году — Литературный институт им. А. М. Горького при СП СССР в Москве.
С 1937 по 1939 г. служил в рядах РККА, после демобилизации до 1945 г. работал бухгалтером, зоотехником, комсомольским активистом, учителем, управляющим отделения совхоза.
С 1945 — собственный корреспондент республиканской газеты «Кызыл Кыргызстан». С 1947 по 1950 г. и с 1955 по 1967 г. работал литературным консультантом Союза писателей Киргизии, с 1967 по 1978 г. — собственный корреспондент газеты «Кыргызстан маданияты».
Избирался членом Фрунзенского ГК КП Киргизии (1956).

## Творчество
Читая стихи и поэмы Байтемирова, всегда чувствуешь, что писал их человек, влюблённый в людей, в жизнь, знающий цену труду.
Печатался с 1934 года. Первым изданием стала книга для детей «Жомоктор» («Сказки»), выпущенная в 1939 г., затем в 1948 г. издана повесть «Азамат», о героических подвигах советских лётчиков. Военной теме посвящен и роман «Торжество» («Салтанат», 1949). Жизнь учащихся ремесленных училищ изображена в повести «Молодое поколение» (1951).
В произведениях «Акыркы ок» («Последний патрон», 1955), «Жылдызкан», «Тарых эстелиги» («Свидетель истории», 1967) писатель отразил сложные процессы становления социализма на киргизской земле, социалистическом преобразовании деревни, борьбу с классовым врагом, специфику колхозного строительства.
Н. Байтемиров — автор ряда поэтических сборников («Мелодия сердца» (1955)), сборника сатирических рассказов «Ум» (1956), пьес «Жених», «Кто виноват?», «Уркуя», либретто музыкальных драм и комедий «Осторожно, невеста!», «Молодое сердце», Н. Байтемиров является одним из создателей полнометражного художественного фильма «Поклонись огню» (1971).
Произведения писателя издавались на русском, украинском языках, отдельные произведения опубликованы за рубежом. Им переведены на киргизский язык отдельные произведения М. Ю. Лермонтова, В. В. Маяковского, А. Навои, П. Неруды и др.

## Избранные произведения
На киргизском языке
- Жомоктор: Ыр менен жазылган. —Ф.: Кыргызмамбас, 1939. — 23 б. Сказки.
- Азамат. — Ф.: Кыргызмамбас, 1948. —43 б.
- Салтанат: Роман. — Ф.: Кыргызмамбас, 1949. — 227 б.
- Жаш муундар: Повесть. — Ф.: Кыргызмамбас, 1951. — 272 б. Молодое поколение.
- Векем достук: Ацгемелер.— Ф.: Кыргызмамбас, 1952. — 84 б. Прочная дружба.
- Жаш журектер: Роман. —Ф.: Кыргызмамбас, 1953. — 235 б. Молодые сердца.
- Сагын: Повесть —Ф.: Кыргызмамбас, 1953.— 196 б.
- Акыркы ок: Роман. — Ф.: Кыргызмамбас, 1955. — 363 б. Последний патрон.
- Журек куусу. — Ф.: Кыргызмамбас, 1955.— 140 б. Мелодия сердца.
- Акыл: Ацгеме, очерк, тамсилдер. — Ф.: Кыргызмамбас, 1956. — 184 б.
- Жумушчу сезу: Ацгеме, очерктер жыйнагы. — Ф.: Кыргызмамбас, 1956. — 155 б. Слово рабочего.
- Камкордук. — Ф.: Кыргызокуупедмамбас, 1956. — 32 б. Забота.
- Суйгвнум: Ырлар жыйнагы. —Ф.: Кыргызмамбас, 1957. — 311 б. Моя любовь.
- Акыркы ок: Роман. —Ф.: Кыргызмамбас, 1958. — 333 б. Последний патрон.
- Камкордук: Мектеп жашындагы балдар учун. — Ф.: Кыргызокуупед-мамбас, 1958. — 72 б. Забота.
- Жылдызкан: Роман.— Ф.: Кыргызмамбас. 1959. — 428 б.
- Сыр: Поэма. —Ф.: Кыргызокуупедмамбас, 1960. — 96 б. Тайна.
- Канаттуу кундер: Ырлар жана поэмалар. — Ф.: Кыргызмамбас, 1962. — 192 б. Крылатые дни.
- Долон: Ырлар, поэмалар. — Ф.: Кыргызстан, 1964.— 184 б.
- Тарых эстелиги: Документалдуу, тарыхый роман. — Ф.: Кыргызстан, 1966.—343 6. Памятник истории.
- Сонундар дуйнесу: Роман. — Ф.: Мектеп, 1967. —394 б. Мир прелестных.
- Акбаш: Повесть. —Ф.: Мектеп, 1969. — 46 б.
- Эриген таш: Ырлар жана поэмалар. — Ф.: Кыргызстан, 1969. —315 б. Расплавленный камень.
- Санта: Роман. —Ф.: Мектеп, 1970. — 208 б.
- Турмуш элеги: Роман. —Ф.: Кыргызстан, 1972.— 356 б. Сито жизни.
- Махабат дастаны: Ырлар жана поэмалар. —Ф.: Кыргызстан, 1975.— 202 б. Поэма о любви.
- Тандалган чыгармалар. — Ф.: Кыргызстан, 1976. — 562 б. Избранные произведения.
- Махабат жазы: Ырлар, поэмалар, дастан. —Ф.: Кыргызстан, 1979. — 308 б. Весна любви.
- Махабатым—канатым: Ырлар, поэмалар, либреттолор. —Ф.: Кыргызстан, 1981. — 372 б. Любовь — мои крылья.
- Адику: Адгемелерден турган повесть. —Ф.: Мектеп, 1984.— 164 б.
- Дил адеби: Роман. — Ф.: Кыргызстан, 1986. — 304 б. Совесть.
- Тандалмалар: Ырлар. — Ф.: Кыргызстан, 1988. — 408 б. Избранное.
- Эне курп эмне учун ыйлады?: Адгемелер. —Ф.: Мектеп, 1986.— 28 б. Почему плакал старый индюк?

На русском языке
- В одном совхозе. — М.: Сов. писатель, 1951. — 224 с.
- Стихи. —М.: Сов. писатель, 1957.— 131 с.
- Жылдызкан: Роман. —Ф.: Киргизгосиздат, 1958. — 422 с.
- Последний патрон: Роман. —Ф.: Киргизгосиздат, 1958.—225 с.
- Сам виноват: Повесть. —Ф.: Киргизучпедгиз, 1958.—91 с.
- Серебряная волна: Сборник стихов. — Ф.: Киргизгосиздат, 1958. — 139 с.
- Бунтарка: Роман. — М.: Мол. гвардия, 1969.— 240 с.
- Гнездо: Стихи и поэма. — М.: Сов. писатель, 1969. —79 с.
- Бунтарка и колдун: Роман. — М.: Мол. гвардия, 1971, —464 с.
- Памятник истории: Роман. —Ф.: Кыргызстан, 1974.—260 с.
- Сито жизни: Роман. —М.: Сов. писатель, 1977. —319 с.
- Мир прелестных: Роман и повесть. — М.: Сов. писатель, 1983. — 383 с.
- Моя любовь — мои крылья: Стихотворения, поэма, роман в стихах.— Ф.: Кыргызстан, 1983. — 304 с.
- Там, где живет эхо: Рассказ. — М.: Дет. лит., 1984.— 16 с.
- Сито жизни; Девичий родник: Романы. — М.: Сов. писатель, 1987,— 527 с.

на языках народов СССР
- Сито жизни: Роман. — Киев: Днипро, 1986. — 256 с. — укр.

## Награды
- орден Трудового Красного Знамени (1 ноября 1958 года),
- орден Дружбы народов,
- орден «Знак Почёта»,
- медаль «За доблестный труд. В ознаменование 100-летия со дня рождения В. И. Ленина»,
- медаль «Ветеран труда»,
- Государственная премия Киргизской ССР имени Токтогула Сатылганова,
- памятная золотая медаль «Манас-1000» (15 августа 1995 года)[2],
- Почётные грамоты Верховного Совета Киргизской ССР.